# Паспорт громадянина Північної Македонії
Паспорт громадянина Північної Македонії (макед. Македонски Пасош) — основний документ, який засвідчує особу громадянина Північної Македонії на території Македонії, необхідний для подорожі по інших країнах. Відповідальним за видачу паспортів громадянам є Міністерство внутрішніх справ Північної Македонії.
Термін дії паспорта становить 5 років для осіб молодше 27 років і 10 років для осіб від 27 років і старше. Для дітей молодше 4 років термін дії паспорта обмежений двома роками. Паспорти громадян Македонії відповідають міжнародним вимогам ІКАО. У Північній Македонії також діє і так званий біометричний паспорт.

## Історія

### Паспорти попередніх зразків
З 1945 по 1991 роки, коли Македонія входила до складу СФРЮ, жителям СР Македонії видавалися паспорти громадян СФРЮ. У кожній югославській республіці були свої варіанти паспортів, і в македонському паспорті текст писався, крім французької, не сербохорватською мовою, а македонською. Перші паспорти незалежної Македонії стали видаватися в 1991 році, і їх зовнішній вигляд з вмістом мінялися мало не щороку. Перші зразки були темно-синього кольору з срібною підписом. Друга серія паспортів мала вже золотий напис на обкладинці, а на третій з'явився герб Македонії. У всіх трьох серіях паспортів на обкладинці були написи македонською та англійською мовами «Республіка Македонія» — Републіка Македоніја та Republic of Macedonia відповідно.
Паспорти четвертого покоління мають такий зовнішній вигляд: червона обкладинка, золотий герб Македонії з написом «Республіка Македонія» македонською, англійською та французькою мовами над гербом і підписом «Паспорт» під гербом, також трьома мовами. Ці паспорти є біометричними і включають в себе мітку RFID, на якій зберігаються біометричні дані громадянина. Небіометрічні дані є чинними аж до моменту закінчення терміну дійсності паспорта. З 16 листопада 2009 виробляються паспорти нового зразка з гербом без п'ятипроменевої зірки, прибраній за рішенням македонської влади з гербу.

### Поточний зовнішній вигляд
Обкладинка паспорта громадянина Македонії — червона. У центрі зображений золотий герб Македонії. Над гербом зображені слова «Републіка МАКЕДОНІJА», «REPUBLIC OF MACEDONIA» і «REPUBLIQUE DE MACEDOINE» македонською, англійською та французькою мовами відповідно. Під гербом зображені слова «Пасош», «PASSPORT» і «PASSEPORT» тими ж трьома мовами відповідно. Внизу кожного паспорта вказується стандартний біометричний символ. Паспорт налічує 32 сторінки. Головна інформація паспорта друкується на відповідній сторінці, а також кодується в біометричний чип.

## Основні особисті дані
На сторінці особистих даних є дві зони. Перша — візуальна, де зазначені такі дані: фотографія власника
- Тип документу (P — паспорт)
- Код країни (MKD — Північна Македонія)
- Номер паспорта
- Прізвище (транслітерація відповідно до стандартів ІКАО)
- Ім'я
- Громадянство («македонсько»)
- Дата народження (дд-мм-рррр)
- Національний ідентифікаційний номер (EMBG)
- Стать
- Дата народження
- Місце прописки
- Інстанція, яка видала паспорт (MBP / MOI — Міністерство внутрішніх справ)
- Кінцевий термін дії паспорта
- Підпис власника.

Друга зона — для машинного читання, інформація з якого може зчитуватися оптичним сканером. Вона складається з двох рядків, замість пробілів там зображується символ «<». В першій лінії вказується тип документу, код громадянства, прізвище та ім'я (саме в такому порядку). В другій лінії вказуються номер паспорта (з контрольним числом), код країни, дата народження (в форматі рр-мм-дд, але без символів між блоками з двох цифр), стать (M або F), кінцевий термін дії паспорта, особистий номер власника і два додаткових контрольних числа.
На сторінці даних є рядок для підпису власника. Небіометрічні паспорти перших трьох поколінь мають юридичну силу тільки після підпису власника. Якщо ж власник не спромігся поставити підпис, це могла зробити його довірена особа, якій дозволялося за законом поставити підписи. Однак сучасні біометричні паспорти передбачають, що власник повинен поставити підпис в той же день, коли подає заявку на паспорт, за допомогою спеціальної цифрової ручки: унікальний підпис друкується на першій сторінці паспорта і не може бути підроблений.

## Види паспортів

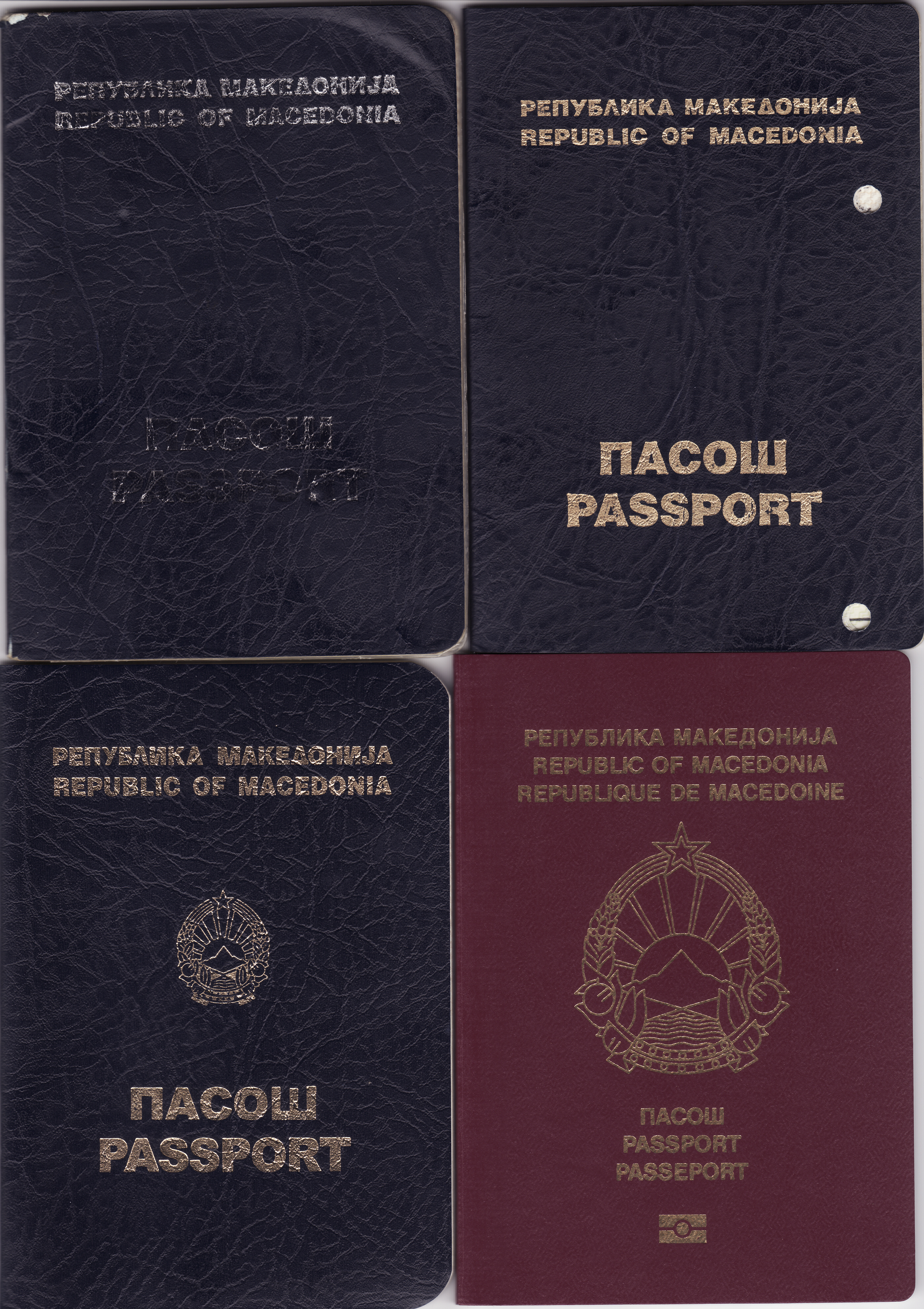
Македонсі паспорти різних років

1. Звичайний — видається всім громадянам Північної Македонії. Червоного кольору. Термін дії: 2, 5 або 10 років (в залежності від віку). Для отримання нового паспорта старий необхідно здати.
2. Дипломатичний — видається дипломатам Північної Македонії, що мають акредитацію за кордоном, і громадянам, які проживають в Македонії, але відправляються за кордон для дипломатичної роботи. Дані про власника паспорта вказуються на тій же сторінці, що і особисті дані. Термін дії: 5 років.Македонсі паспорти різних років
3. Офіційний — видається працюючим за кордоном громадянам Північної Македонії і співробітникам Уряду Македонії, які працюють в Міністерстві закордонних справ або в дипломатичних місіях Македонії за кордоном. Офіційний паспорт може видаватися також держслужбовцям, які подорожують за кордон, а також їх подружжю і дітям. Дані про власника паспорта вказуються на тій же сторінці, що і особисті дані. Термін дії: 5 років.
4. Тимчасовий — видається громадянам Македонії, яким потрібно повернутися до Македонії. Термін дії: до 30 днів або ж до завершення поїздки. Видається дипломатичними місіями Македонії.

## Вимоги
Для отримання паспорта необхідні такі документи:
- Заповнена заявка (бланк можна отримати в Міністерстві внутрішніх справ або завантажити з офіційного сайту МВС)
- Особистий підпис громадянина, який подав заявку
- Свідоцтво про одруження, якщо особа, яка подала заявку, перебуває у шлюбі
- Документальне підтвердження про дозвіл подвійного громадянства (в іншому випадку спочатку доведеться відмовитися від попереднього громадянства)
- Внесок на суму 10 євро
- Якщо заявку на паспорт подають щодо малолітньої дитини (віком до 14 років), то необхідна згода дитини. У разі подання заявки неповнолітньою особою (до 18 років) необхідна згода батьків.

## Візова політика
У 2015 році для громадян Македонії був запропонований в'їзд в 107 країн світу без візи або з візою по прибуттю, що дозволило паспорту громадянина Македонії стати 46-м в світі в рейтингу з візових обмежень.